# Net-SNMP
Net-SNMP est un ensemble de logiciels permettant d'utiliser et de déployer le protocole SNMP (v1, v2c et v3 ainsi que le protocole Agents X).  Les logiciels prennent en charge IPv4, IPv6, IPX, AAL5, Socket Unix et d'autres protocoles réseau. Ils contiennent une bibliothèque client générique, une suite d'applications en ligne de commande, un agent SNMP très extensible ainsi que des modules en Perl et en Python.

## Distribution
Net-SNMP est hébergé sur SourceForge.net et est habituellement classé dans les 100 meilleurs projets du site.
La suite de logiciels est largement utilisée de par le monde et est de plus en plus intégré dans de nombreux systèmes d'exploitation dont la majorité des distributions Linux, FreeBSD, NetBSD, OpenBSD, Solaris, et Mac OS X.
Les sources sont disponibles sur le site officiel.

## Historique
Steve Waldbusser de l’université Carnegie-Mellon (CMU) débuta le développement d'un kit SNMP libre en 1992. Ces logiciels furent plus tard abandonnés par la CMU et Wes Hardaker de l’Université de Californie à Davis rebaptisa le projet UCD-SNMP et le développa pour répondre aux besoins de supervision du département de génie électrique. Finalement, Hardaker se rendit compte en quittant l'université que le projet était applicable à tous les réseaux. Il le renomma Net-SNMP en référence à son développement constitué d'une très large communauté.

## Outils

### snmpwalk
snmpwalk est une commande Unix qui permet d'interroger une machine pourvue d'un agent SNMP à travers un réseau. La commande obtient des informations successivement en utilisant la commande GETNEXT du protocole SNMP, permettant ainsi de consulter une partie de l'arbre formé par les OID.